# Urbano Barberini Colonna di Sciarra, VI principe di Carbognano
Urbano Barberini Colonna di Sciarra, VI principe di Carbognano (Roma, 16 giugno 1733 – Napoli, 8 febbraio 1796), è stato un nobile italiano.

## Biografia
Nato a Roma il 16 giugno 1733, Urbano era figlio di Giulio Cesare Colonna di Sciarra, V principe di Carbognano e di sua moglie, Cornelia Costanza Barberini, IV principessa di Palestrina. Sua madre era figlia di Urbano Barberini, III principe di Palestrina (da cui egli prese il nome) ed era discendente di papa Urbano VIII.
Il matrimonio dei suoi genitori fece confluire il feudo di Palestrina entro il patrimonio della famiglia Colonna (i quali l'avevano venduto nel 1630 a Taddeo Barberini, nipote di papa Urbano VIII) e pertanto, per avere diritto alla successione, Urbano aggiunse al proprio cognome di Colonna di Sciarra anche quello dei Barberini. Inizialmente i feudi ( e il cognome ) dei Barberini sarebbero spettati solo al fratello di Urbano (Carlo,che continuò i Principi di Palestrina)  ma egli contesto' la decisione e si giunse alla divisione dell'eredità Barberini perché più ricca di quella paterna dei Colonna di Sciarra. Parallelamente intanto si era creata una linea illegittima dei Barberini (originatasi da un figlio naturale di Urbano Barberini, III principe di Palestrina, nonno dell'Urbano in oggetto) con la quale lo stesso principe di Carbognano ebbe numerose contese patrimoniali che termineranno però solo con suo figlio all'inizio dell'Ottocento.
Dopo la morte di suo padre nel 1787, decise di trasferirsi al seguito della moglie a Napoli dove dal 4 settembre 1793 risultò iscritto al Real Monte Manso, una delle principali istituzioni caritatevoli della città.
Morì a Napoli l'8 febbraio 1796.

## Matrimonio e figli
Il 10 luglio 1770, Urbano sposò Maria Monica Carafa (1749-1818), figlia di Ettore, XI duca d'Andria e di sua moglie, Francesca Guevara dei duchi di Bovino. La coppia ebbe i seguenti figli:
- Maffeo (1771 - 1849), sposò in prime nozze Eleonora Serra dei duchi di Cassano, in seconde nozze si risposò con la contessa Marie Julie Roussel von Rogenberg, ed in terze nozze si sposò con Carolina D'Andrea dei marchesi di Pescopagano.[4];
- Vittoria (12 ottobre 1772 - testò il 20 febbraio 1846), nubile;
- Ettore (25 novembre 1778 - 30 aprile 1862), cavaliere gerosolimitano dal 1787[4];
- Prospero (16 marzo 1780 - 7 ottobre 1865), principe di Roviano, sposò nel 1824 Maria Anna Pignatelli Aragona Cortés (1800-1844) e ne ebbe un'unica figlia, Maria (10 agosto 1825-22 ottobre 1841)[4].

## Albero genealogico
|                                                                |                                             |                                                                   | Genitori                                   |  |  | Nonni |  |  | Bisnonni                                              |  |  | Trisnonni                                                   |  |
|                                                                |                                             |                                                                   |                                            |  |  |       |  |  | Egidio Colonna di Sciarra, III principe di Carbognano |  |  | Giulio Cesare Colonna di Sciarra, II principe di Carbognano |  |
|                                                                |                                             |                                                                   |                                            |  |  |       |  |  | Egidio Colonna di Sciarra, III principe di Carbognano |  |  | Giulio Cesare Colonna di Sciarra, II principe di Carbognano |  |
|                                                                |                                             | Isabella Farnese                                                  |                                            |  |  |       |  |  | Egidio Colonna di Sciarra, III principe di Carbognano |  |  |                                                             |  |
| Francesco Colonna di Sciarra, IV principe di Carbognano        |                                             |                                                                   |                                            |  |  |       |  |  | Egidio Colonna di Sciarra, III principe di Carbognano |  |  |                                                             |  |
|                                                                |                                             | Anna Vittoria Altieri                                             | Antonio Altieri                            |  |  |       |  |  |                                                       |  |  |                                                             |  |
|                                                                |                                             | Anna Vittoria Altieri                                             | Antonio Altieri                            |  |  |       |  |  |                                                       |  |  |                                                             |  |
|                                                                |                                             | Anna Vittoria Altieri                                             | Lucrezia Ricci                             |  |  |       |  |  |                                                       |  |  |                                                             |  |
| Giulio Cesare Colonna di Sciarra, V principe di Carbognano     |                                             | Anna Vittoria Altieri                                             |                                            |  |  |       |  |  |                                                       |  |  |                                                             |  |
|                                                                |                                             | Francesco Maria Salviati, II duca di Giuliano                     | Jacopo Salviati, I duca di Giuliano        |  |  |       |  |  |                                                       |  |  |                                                             |  |
|                                                                |                                             | Francesco Maria Salviati, II duca di Giuliano                     | Jacopo Salviati, I duca di Giuliano        |  |  |       |  |  |                                                       |  |  |                                                             |  |
|                                                                |                                             | Francesco Maria Salviati, II duca di Giuliano                     | Veronica Cybo Malaspina                    |  |  |       |  |  |                                                       |  |  |                                                             |  |
| Vittoria Salviati                                              |                                             | Francesco Maria Salviati, II duca di Giuliano                     |                                            |  |  |       |  |  |                                                       |  |  |                                                             |  |
|                                                                |                                             | Caterina Sforza di Proceno                                        | Paolo Sforza, marchese di Proceno          |  |  |       |  |  |                                                       |  |  |                                                             |  |
|                                                                |                                             | Caterina Sforza di Proceno                                        | Paolo Sforza, marchese di Proceno          |  |  |       |  |  |                                                       |  |  |                                                             |  |
|                                                                |                                             | Caterina Sforza di Proceno                                        | Olimpia Cesi                               |  |  |       |  |  |                                                       |  |  |                                                             |  |
| Urbano Barberini Colonna di Sciarra, VI principe di Carbognano |                                             | Caterina Sforza di Proceno                                        |                                            |  |  |       |  |  |                                                       |  |  |                                                             |  |
|                                                                | Maffeo Barberini, II principe di Palestrina | Taddeo Barberini, I principe di Palestrina                        |                                            |  |  |       |  |  |                                                       |  |  |                                                             |  |
|                                                                | Maffeo Barberini, II principe di Palestrina | Taddeo Barberini, I principe di Palestrina                        |                                            |  |  |       |  |  |                                                       |  |  |                                                             |  |
|                                                                | Maffeo Barberini, II principe di Palestrina | Anna Colonna                                                      |                                            |  |  |       |  |  |                                                       |  |  |                                                             |  |
| Urbano Barberini, III principe di Palestrina                   | Maffeo Barberini, II principe di Palestrina |                                                                   |                                            |  |  |       |  |  |                                                       |  |  |                                                             |  |
|                                                                |                                             | Olimpia Giustiniani                                               | Andrea Giustiniani, I principe di Bassano  |  |  |       |  |  |                                                       |  |  |                                                             |  |
|                                                                |                                             | Olimpia Giustiniani                                               | Andrea Giustiniani, I principe di Bassano  |  |  |       |  |  |                                                       |  |  |                                                             |  |
|                                                                |                                             | Olimpia Giustiniani                                               | Anna Maria Flaminia Pamphili               |  |  |       |  |  |                                                       |  |  |                                                             |  |
| Cornelia Costanza Barberini, IV principessa di Palestrina      |                                             | Olimpia Giustiniani                                               |                                            |  |  |       |  |  |                                                       |  |  |                                                             |  |
|                                                                |                                             | Gregorio Boncompagni, II duca di Sora, II co-principe di Piombino | Giacomo Boncompagni, I duca di Sora        |  |  |       |  |  |                                                       |  |  |                                                             |  |
|                                                                |                                             | Gregorio Boncompagni, II duca di Sora, II co-principe di Piombino | Giacomo Boncompagni, I duca di Sora        |  |  |       |  |  |                                                       |  |  |                                                             |  |
|                                                                |                                             | Gregorio Boncompagni, II duca di Sora, II co-principe di Piombino | Costanza Sforza di Santa Fiora             |  |  |       |  |  |                                                       |  |  |                                                             |  |
| Maria Teresa Boncompagni                                       |                                             | Gregorio Boncompagni, II duca di Sora, II co-principe di Piombino |                                            |  |  |       |  |  |                                                       |  |  |                                                             |  |
|                                                                |                                             | Ippolita Ludovisi, II co-principessa di Piombino                  | Niccolò I Ludovisi, I principe di Piombino |  |  |       |  |  |                                                       |  |  |                                                             |  |
|                                                                |                                             | Ippolita Ludovisi, II co-principessa di Piombino                  | Niccolò I Ludovisi, I principe di Piombino |  |  |       |  |  |                                                       |  |  |                                                             |  |
|                                                                |                                             | Ippolita Ludovisi, II co-principessa di Piombino                  | Costanza Pamphili                          |  |  |       |  |  |                                                       |  |  |                                                             |  |
|                                                                |                                             | Ippolita Ludovisi, II co-principessa di Piombino                  |                                            |  |  |       |  |  |                                                       |  |  |                                                             |  |